# 北畠義郎
北畠 義郎（きたばたけ よしろう、1897年（明治30年）7月31日 - 1961年（昭和36年）1月15日）は、明治から昭和期にかけての華族、神職。従四位、男爵。

## 経歴
男爵・新田忠純の長男（庶子）として生まれた。1923年明治大学法学部政治学科卒業。男爵・北畠克通の養子となり、1929年に男爵を叙爵。新田神社々司を経て、北畠親房などをまつる霊山神社の宮司に就任した。
山岳をはじめ、スポーツに親しみ、明大山岳会の結成に加わると共に、明大の後輩にあたる陸上競技選手の南昇竜らを後援した。

## 親族
- 父：男爵・新田忠純
- 義父：男爵・北畠克通（北畠通城長男）
- 妻：武井富子（父：男爵武井守正、兄:武井守成）
- 妻：宮田小夜子（父：宮田亀之助）
- 弟：男爵・新田義美